# Plebejus pseudolupini
Plebejus pseudolupini är en fjärilsart som beskrevs av Ferris 1970. Plebejus pseudolupini ingår i släktet Plebejus och familjen juvelvingar. Inga underarter finns listade i Catalogue of Life.